# Dragu, Sălaj
Dragu este satul de reședință al comunei cu același nume din județul Sălaj, Transilvania, România.

## Așezare
Localitatea Dragu este situată la limita sud-estică a județului Sălaj cu județul Cluj, pe cursul superior a văii Dragului, în zona de contact a Depresiunii Almaș-Agrij cu Dealurile Șimișna-Gârbou, la 45 km. distanță de municipiul Zalău, pe drumul județean 109, Așchileu Mic -Dragu - Hida.

## Scurt istoric
Prima atestare datează din anul 1332 sub numele de Sarcedos de Dragu, însă descoperirile arheologice aduc dovezi materiale ale unei locuiri mult înainte. 
În locul numit "Pusta Mică", în partea de sud a satului s-a descoperit o așezare rurală ce conținea urme de construcții, țigle, monede și fragmente ceramice. La un km. nord-est de sat, în punctul numit "Zăpodia de Piatră" s-au găsit un vultur de piatră și fragmente ceramice romane. 
În anul 1977, în hotarul satului din "Dâmbul Tibernii", pe malul stâng al văii Dragului s-a descoperit un perete de aedicula pe care era redată o familie, descoperirea ar putea provenii dintr-un cimitir  de familie aflat pe o proprietate de tip villa rustica.
Satul Dragu, începând cu anul 1876 a aparținut de Comitatul Sălaj, apartenență care a încetat în anul 1920, odată cu semnarea Tratatului de la Trianon, ce prevedea stabilirea frontierelor Ungariei cu vecinii săi.

## Economie
Economia localității este una predominant agricolă, bazată pe cultura plantelor și creșterea animalelor.

## Atracții turistice
- Biserica de lemn "Sf. Vasile cel Mare", construită (1806 - 1807) cu turn clopotniță flancat de patru turnulețe, prispă cu pălimar, cu sală mare având tavan drept deasupra pronaosului și boltit peste naos.
- Parcul dendrologic
- Castelul Alexius și Georgius Bethlen[3]
- Pivnitele Grofului

## Imagini

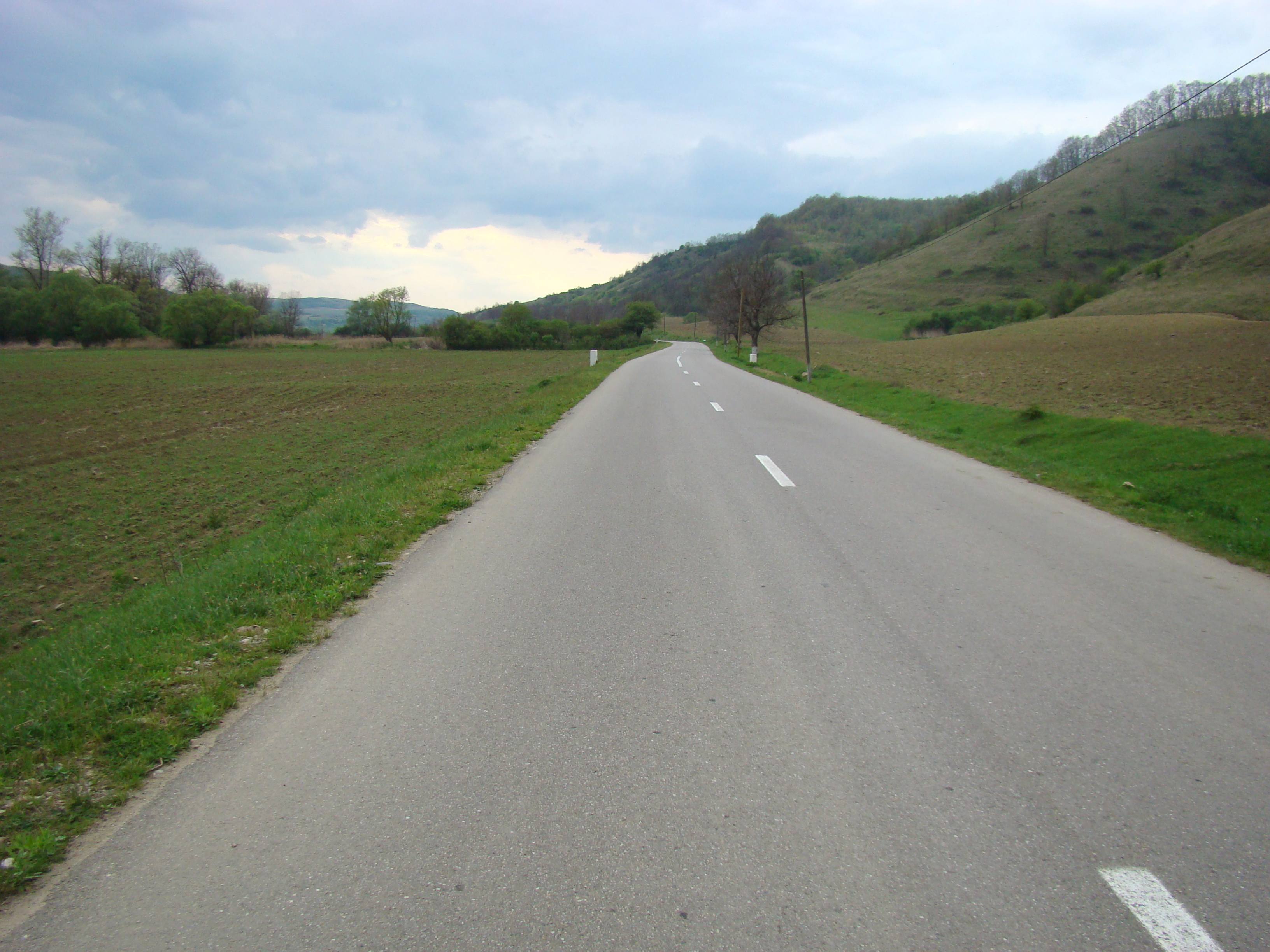
Drumul Hida–Dragu
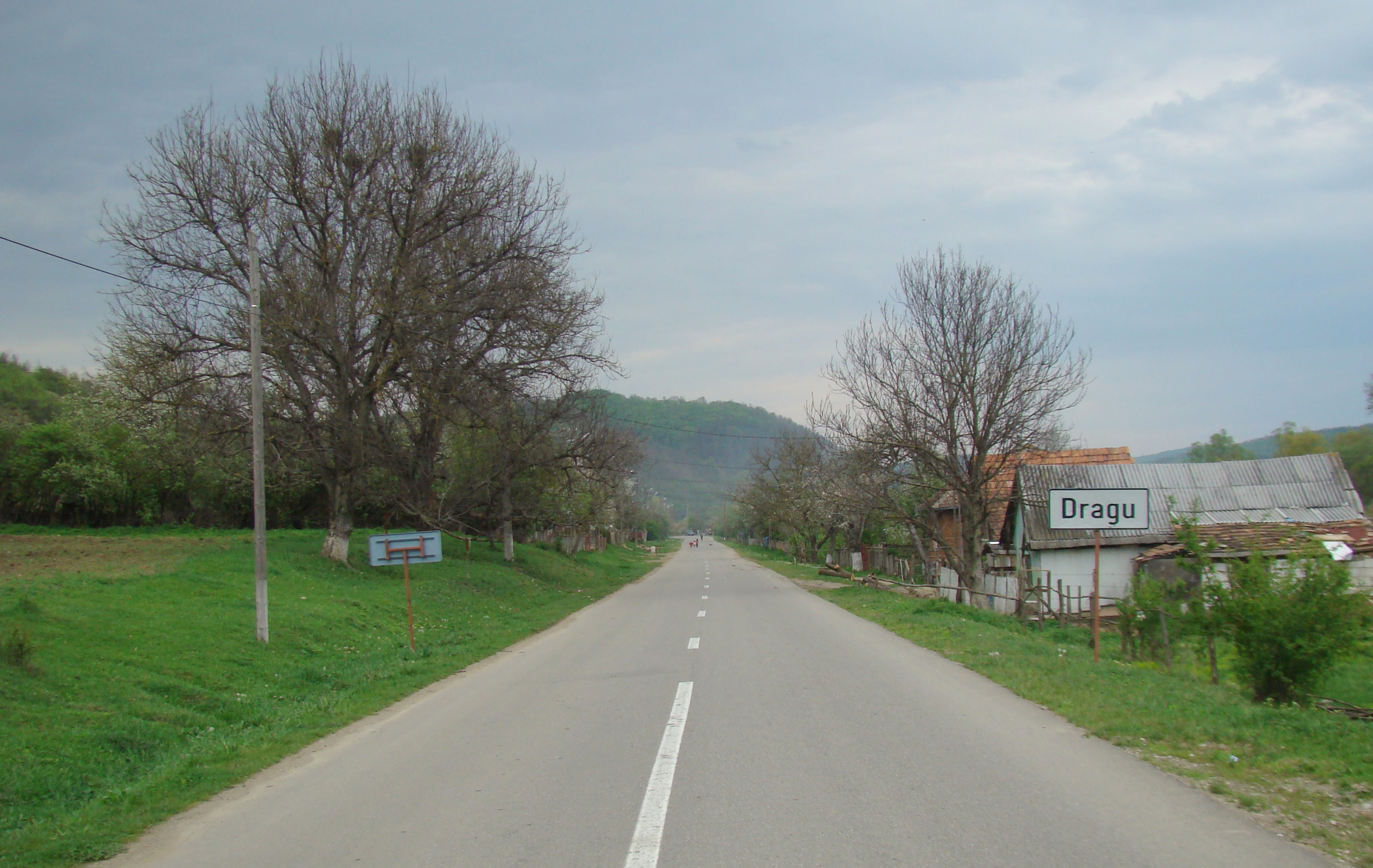
Intrarea în localitate
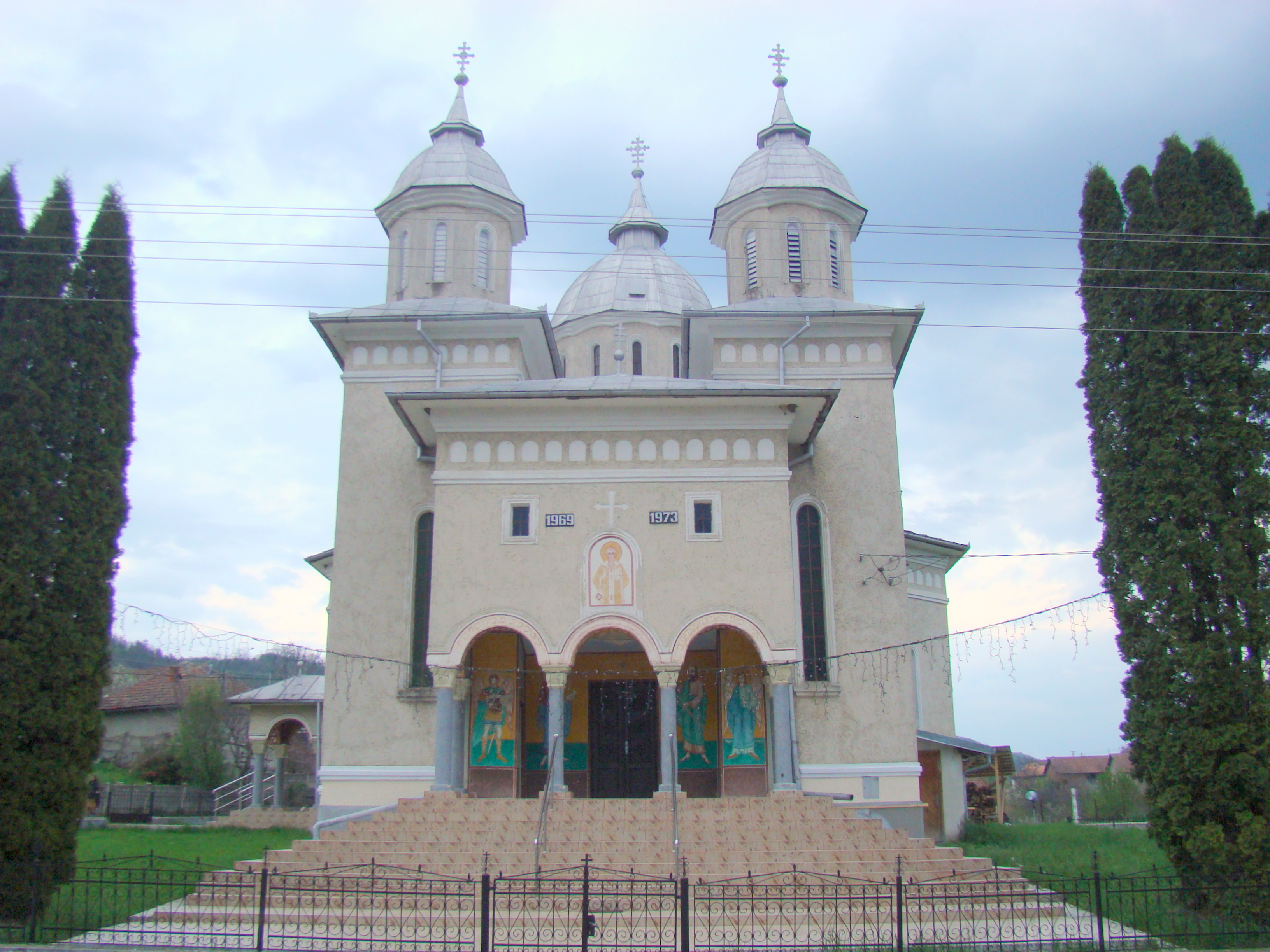
Biserica ortodoxă de zid
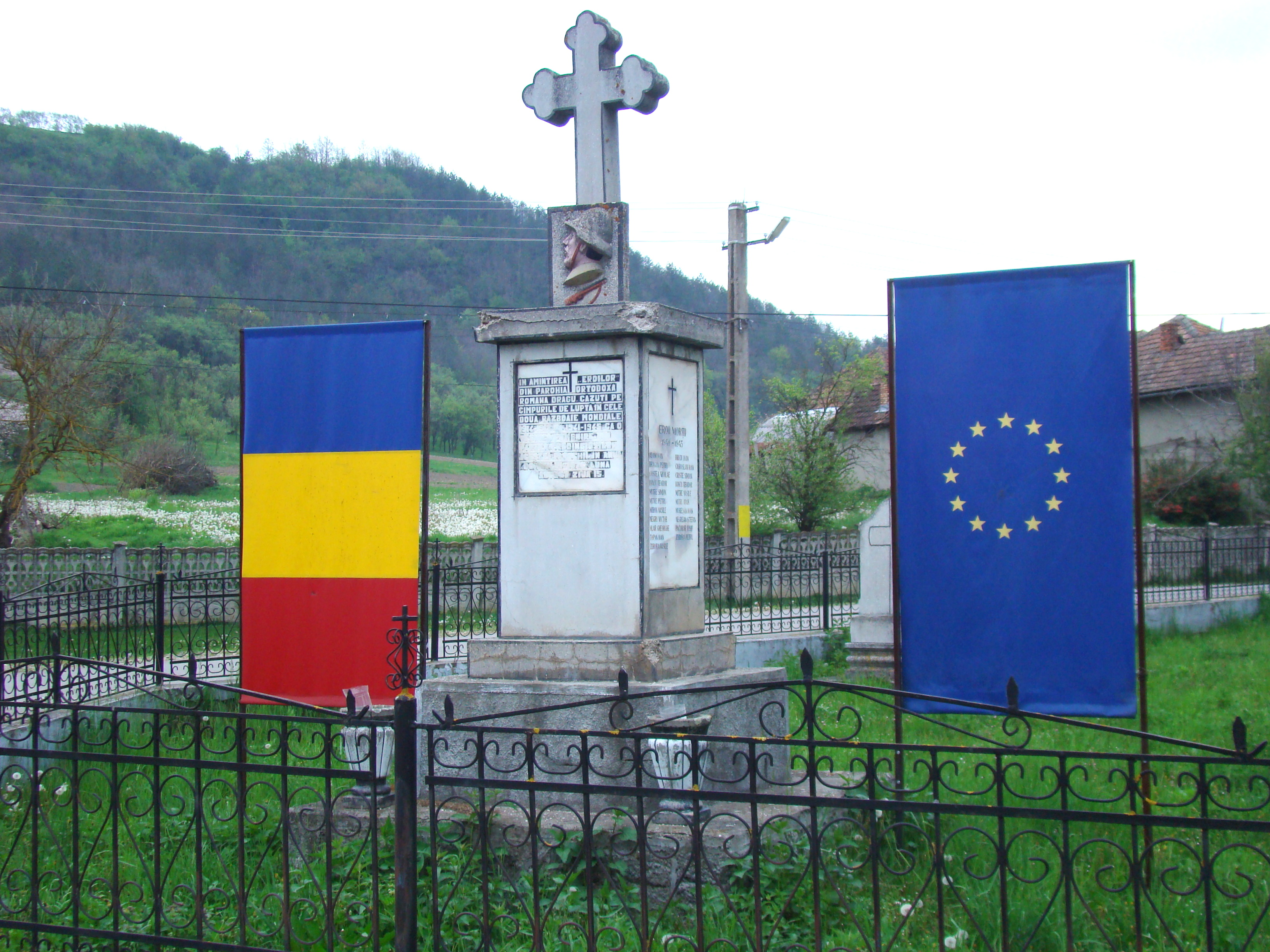
Monumentul eroilor
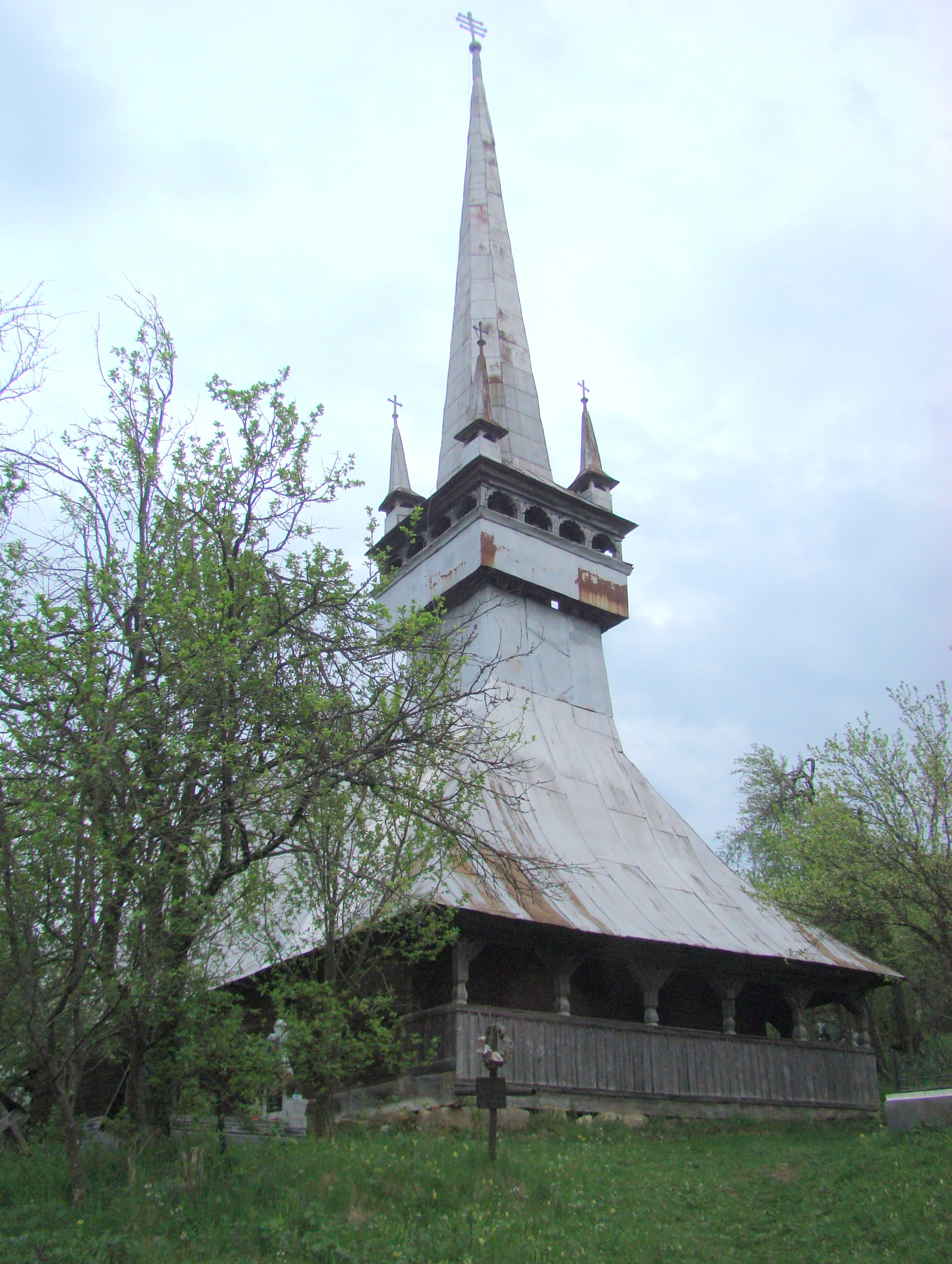
Biserica de lemn (monument istoric)
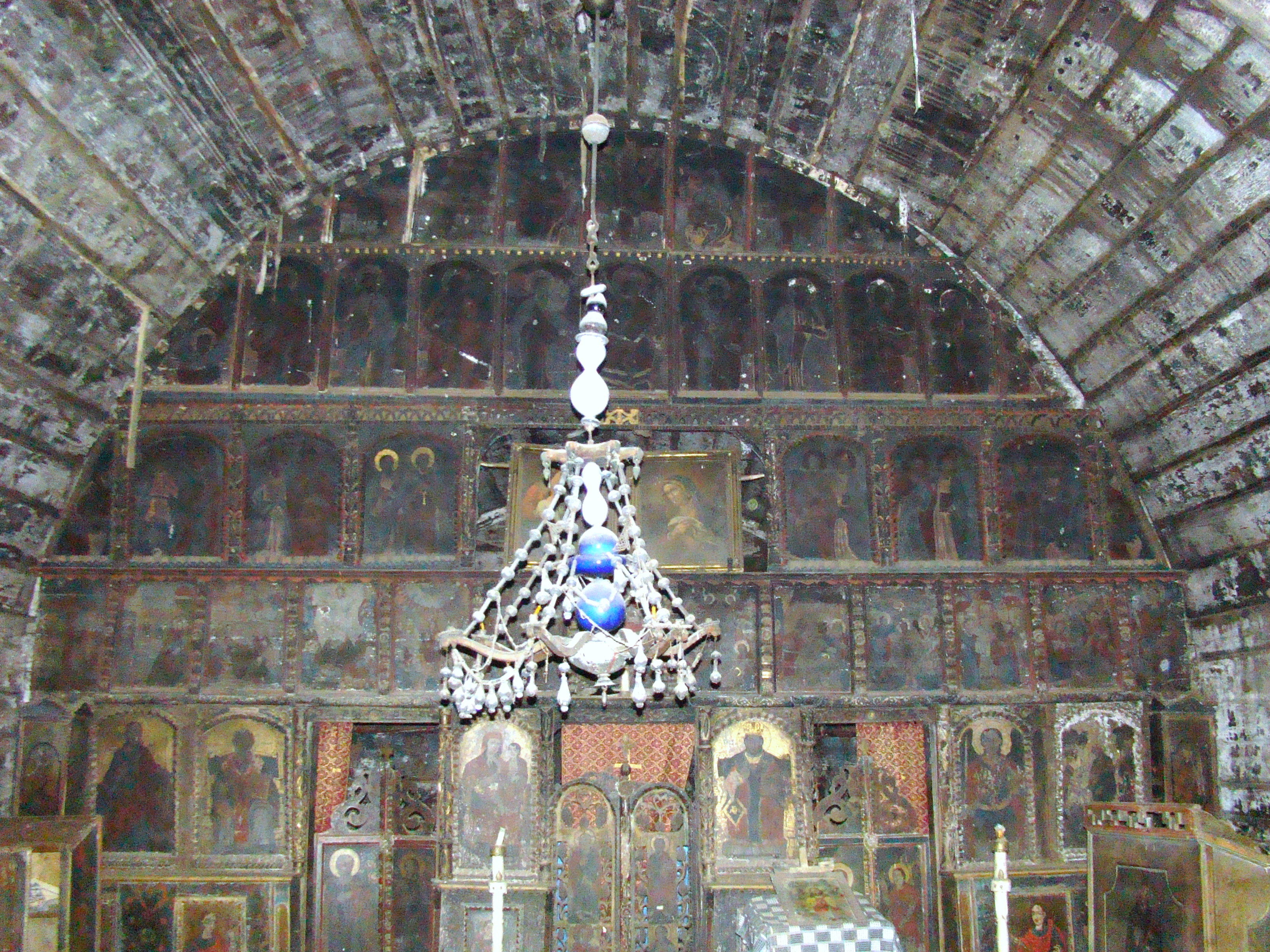
Biserica de lemn (iconostasul)
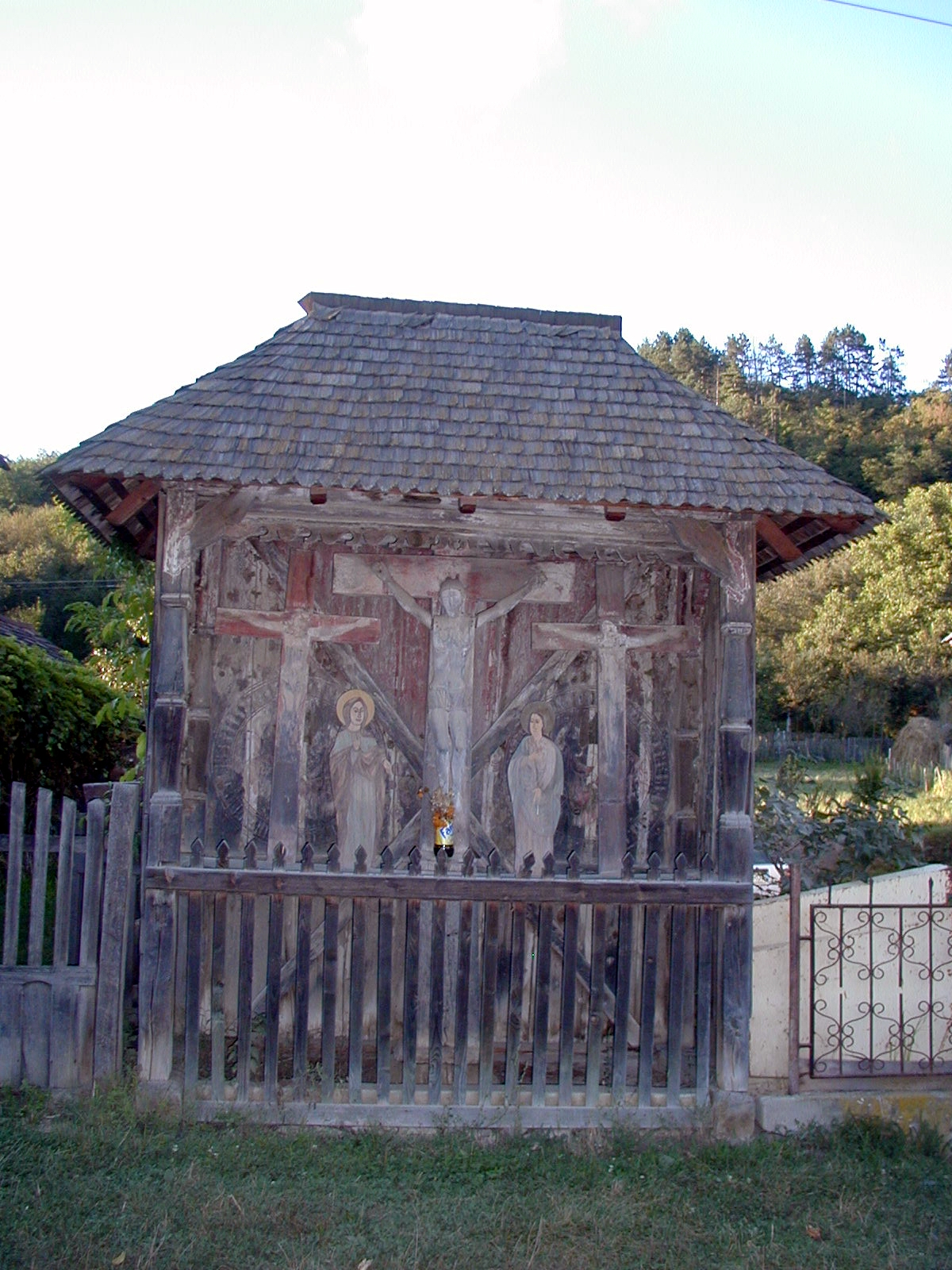
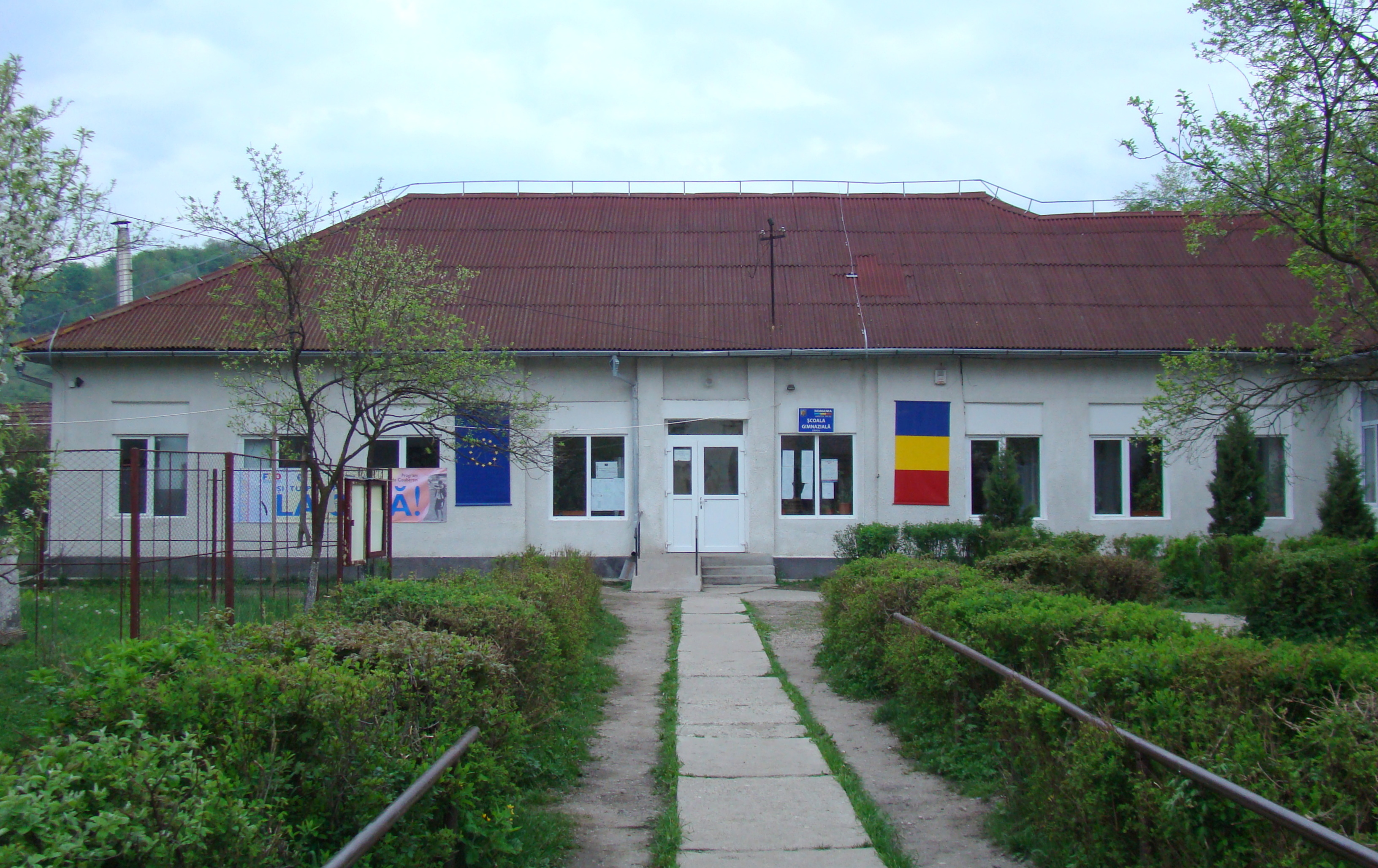
Şcoala
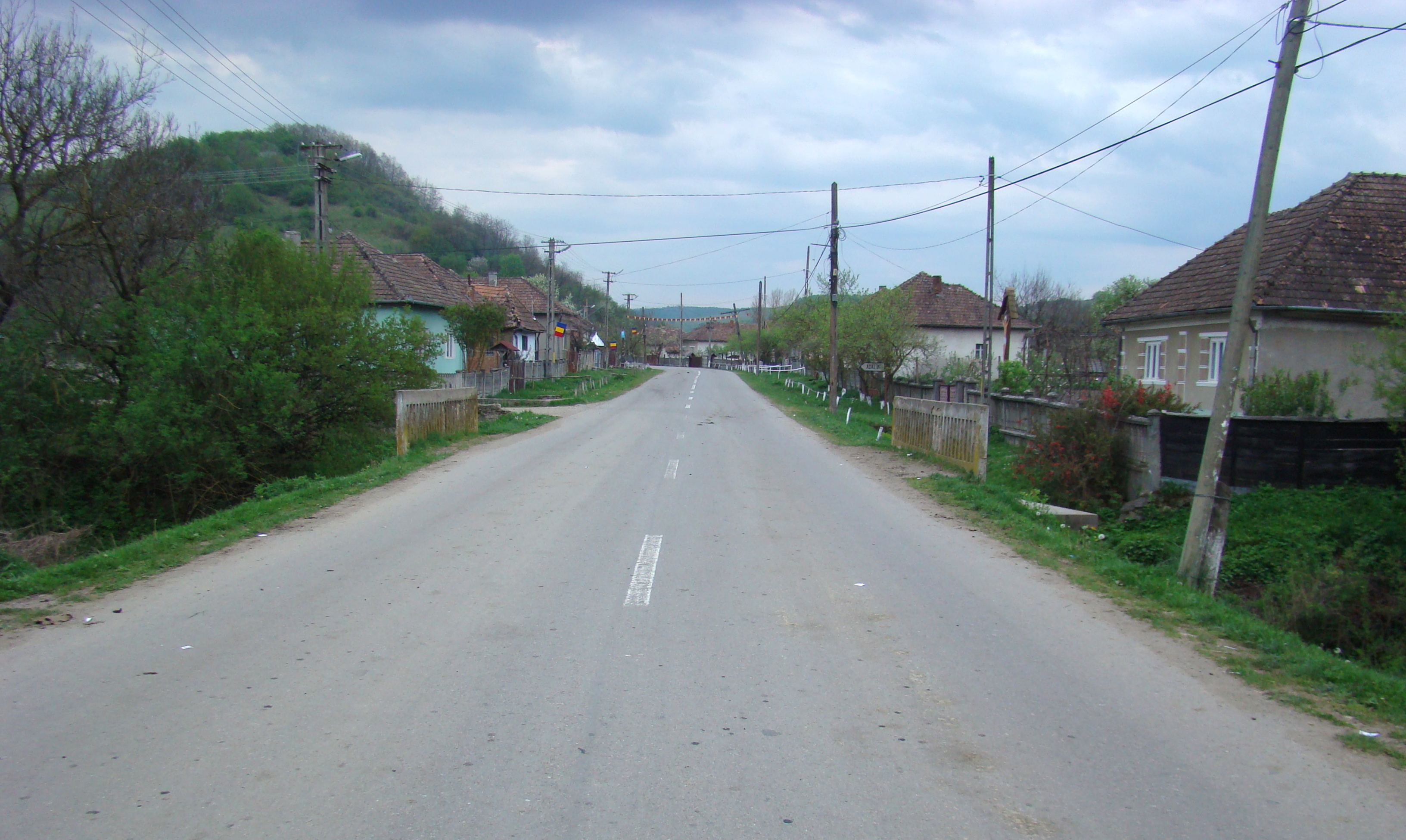